# شارلوت بالدوين
شارلوت بالدوين (بالإنجليزية: Charlotte Baldwin)‏ هي مديرة مسرح ‏ وممثلة أمريكية، ولدت في 1768، وتوفيت في 21 أبريل 1856.